# Линейные корабли типа Arrogant
Тип линейных кораблей Arrogant — двенадцать линейных кораблей третьего ранга, построенных для Королевского флота Томасом Слейдом. Тип кораблей Arrogant был разработан в качестве обновленной версии предыдущего проекта Слейда — типа Bellona, сохранив при этом все основные параметры. При этом корабли типа Arrogant имели такое же вооружение, как и у судов других проектов Слейда, и относились к так называемым «обычным 74-пушечным кораблям», неся на верхней орудийной палубе 18-фунтовые пушки. Первые два корабля типа были заказаны 13 декабря 1758 года (одновременно с четвертым и пятым кораблем типа Bellona), а еще десять кораблей были построены как слегка модифицированная версия Arrogant дизайна 1773 года.

## Корабли
- HMS Arrogant

Строитель: Джон Барнард, Харвич

Заказан: 13 декабря 1758 года

Заложен: март 1759 года

Спущён на воду: 22 января 1761 года

Закончен: 28 апреля 1761 года

Выведен: продан на слом, 1810 год

- HMS Cornwall

Строитель: Уильям Уэллс, Дептфорд

Заказан: 13 декабря 1758 года

Заложен: 19 февраля 1759 года

Спущён на воду: 19 мая 1761 года

Закончен: 16 сентября 1761 года

Выведен: признан негодным к службе и затоплен, 1780 год

- HMS Edgar

Строитель: королевская верфь в Вулвиче

Заказан: 25 августа 1774 года

Заложен: 26 августа 1776 года

Спущён на воду: 30 июня 1779 года

Выведен: разобран, 1835 год

- HMS Goliath

Строитель: королевская верфь в Дептфорде

Заказан: 21 февраля 1778 года

Заложен: 10 апреля 1779 года

Спущён на воду: 19 октября 1781 года

Выведен: разобран, 1815 год

- HMS Zealous

Строитель: Барнард, Дептфорд

Заказан: 19 июня 1782 года

Заложен: декабрь 1782 года

Спущён на воду: 25 июня 1785 года

Выведен: разобран, 1816 год

- HMS Audacious

Строитель: Рэндалл, Ротерхит

Заказан: июнь 1782 года

Заложен: август 1783 года

Спущён на воду: 23 июля 1785 года

Выведен: разобран, 1815 год

- HMS Elephant

Строитель: Парсонс, Бурследон

Заказан: 27 декабря 1781 года

Заложен: февраль 1783 года

Спущён на воду: 24 августа 1786 года

Выведен: разобран, 1830 год

- HMS Bellerophon

Строитель: Грейвс, Фриндсбури

Заказан: 11 января 1782 года

Заложен: май 1782 года

Спущён на воду: 6 октября 1786 года

Закончен: март 1787 года

Выведен: продан в 1836 году

- HMS Saturn

Строитель: Рэймонд, Нортам

Заказан: 22 декабря 1781 года

Заложен: август 1782 года

Спущён на воду: 22 ноября 1786 года

Выведен: разобран, 1868 год

- HMS Vanguard

Строитель: королевская верфь в Дептфорде

Заказан: 9 декабря 1779 года

Заложен: 16 октября 1782 года

Спущён на воду: 6 марта 1787 года

Выведен: разобран, 1821 год

- HMS Excellent

Строитель: Грэм, Харвич

Заказан: 9 августа 1781 года

Заложен: март 1782 года

Спущён на воду: 27 ноября 1787 года

Выведен: разобран, 1835 год

- HMS Illustrious

Строитель: Генри Адамс, Баклерхард

Заказан: 31 декабря 1781 года

Заложен: сентябрь 1784 года

Спущён на воду: 7 июля 1789 года

Выведен: разбился о скалы возле Ливорно в 1795 году